# James Clerk Maxwell
James Clerk Maxwell FRS FRSE (13 de juny de 1831 – 5 de novembre de 1879) fou un matemàtic i físic teòric escocès. El seu èxit més important va ser la formulació d'un conjunt d'equacions epònimes —conegudes com a equacions de Maxwell— que per primera volta expressà les lleis bàsiques de l'electricitat i el magnetisme d'un mode unificat. També va desenvolupar la distribució de Maxwell, una estadística que pretén descriure aspectes de la teoria cinètica dels gasos. Aquests dos descobriments contribuïren a inaugurar l'era de la física moderna, assentant els fonaments per als futurs treballs en camps com la relativitat especial i la mecànica quàntica. Maxwell és també conegut per haver creat la primera càmera fotogràfica de colors combinats el 1861, mitjançant el sistema de la síntesi additiva.
La majoria de la il·lustre carrera de Maxwell tingué lloc a la Universitat de Cambridge, en les seves investigacions feia sovint ús de la seva aptitud matemàtica, i recorria a elements de la geometria i l'àlgebra. Amb aquestes destreses, Maxwell fou capaç de demostrar que els camps elèctric i magnètic viatgen a través de l'espai en forma d'ones i a la velocitat constant de la llum. Finalment, el 1861 Maxwell va escriure un article en el Philosophical Magazine anomenat «On Physical Lines of Force» (‘Sobre les línies físiques de força’) on va proposar per primer cop que la llum era de fet ondulacions en el mateix medi, que és la causa del fenomen elèctric i magnètic.
Maxwell és considerat per molts, especialment per qui treballa en el camp de la física, com el científic del segle xix que més va influir la física del segle xx. Molts consideren que les seves aportacions a la física són de la mateixa magnitud que les d'Isaac Newton i Albert Einstein. Al final de l'enquesta del mil·lenni, una enquesta que pretén fer una llista dels cent físics més rellevants de la història, Maxwell va ser votat com el tercer físic més gran de tots els temps, només darrere de Newton i Einstein. En el centenari del naixement de Maxwell, el mateix Einstein va descriure el treball de Maxwell com l'obra «més profunda i més fructífera que la física ha experimentat des de l'època de Newton». Einstein va mantenir una fotografia de Maxwell a la paret del seu estudi, al costat de fotografies de Michael Faraday i Newton.
| «                                  | [El treball de Maxwell és] … el més profund i profitós que ha experimentat la física des dels temps de Newton. | » |
| — Albert Einstein, The Sunday Post | |   |

## Biografia

### Primers anys
James Clerk Maxwell nasqué el 13 de juny de 1831 a Edimburg a Escòcia; era fill de John Clerk i Frances Cay. Va nàixer al número 14 d'India Street, que ara és l'emplaçament del Centre Internacional per a les Ciències Matemàtiques (ICMS). Per aquella època el físic Michael Faraday era a punt de completar el seu treball sobre inducció magnètica, un concepte sobre el qual Maxwell es basaria més tard. Igual que Faraday, Maxwell va estudiar l'estat electrotònic.
El pare de Maxwell era un home amb recursos econòmics, relacionat amb la família Clerk de Penicuik, al comtat escocès de Midlothian, baronets titulars dels Clerk de Penicuik; el seu germà, Sir George Clerk, era el sisè baronet. Havia nascut amb el nom de John Clerk, i afegí el llinatge Maxwell al cognom després d'haver heretat una casa de camp a Middlebie al comtat de Kirkcudbrightshire, al sud-oest d'Escòcia, amb connexions amb la família Maxwell, membres de la noblesa. Els pares de Maxwell es van casar ja ben entrats a la trentena, un fet poc habitual en aquella època, i Frances Cay-Maxwell tenia gairebé quaranta anys quan va néixer James. Havien tingut abans una filla, Elizabeth, que va morir durant la infantesa. Van anomenar James el seu únic fill supervivent, un nom que seguia la tradició familiar, no només pel seu avi sinó per molts altres avantpassats.
La família es va traslladar quan James era jove a Glenlair, una casa que els seus pares havia construït en una propietat d'uns six-cents hectàrees a Middlebie, a la ruralia d'Escòcia. Tot indica que Maxwell ja de molt jove mostrave una inextingible curiositat per al com i le què de les coses. Als tres anys, qualsevol cosa que es movia, brillava o feia soroll cridava la seva atenció. El 1834, en una carta a la seva cunyada Jane Cay, el seu pare va descriure aquest sentit innat de la curiositat de James:
| «                 | És un xiquet molt feliç i ha progressat molt des que el temps ha esdevingut més moderat; les portes, els panys, les claus, etc., l'engresquen molt i no para de repetir «ensenya'm com es fa». També investiga el curs ocult dels corrents i dels cables dels timbres, com l'aigua passa de l'estany a través de la paret… | » |
| — Campbell, p. 12 | |   |

### Educació
En adonar-se del potencial del jove Maxwell, la seva mare Frances va decidir d'ocupar-se de l'educació infantil, contra el costum de l'època victoriana de deixar bona part la feina a les dones que servien a la casa. Però va emmalaltir, probablement d'un càncer a l'abdomen, i després d'una operació sense èxit va morir el 1839, quan el petit James tenia només vuit anys. El seu pare es va fer càrrec de l'educació del seu fill, amb l'ajuda de la seva cunyada Jane Cay; ambdós van jugar papers fonamentals en la vida de James. La seva educació formal començà, sense èxit, sota l'orientació d'un tutor contractat. No se sap gaire sobre l'home que el pare de James va contractar per a alliçonar el seu fill, excepte que va tractar el noi amb molta severitat, i el renyava sovint per ser lent i capritxós. Tenia una filosofia educativa que es basava en la intimidació, sovint física. James mai no va respondre bé a la instrucció del tutor; John Maxwell el va acomiadar elnovembre de 1841. Després d'una recerca considerable i de pensar-s'ho bé, el pare envià James a l'Acadèmia d'Edimburg.
Es va allotjar durant un llarg termini a casa de la seva tia Isabella. Durant aquest temps la seva passió pel dibuix va ser animada per la seva cosina gran Jemima Blackburn (nascuda Wedderburn), que també va ser una artista de talent i esposa del catedràtic de matemàtiques de la universitat de Glasgow Hugh Blackburn.

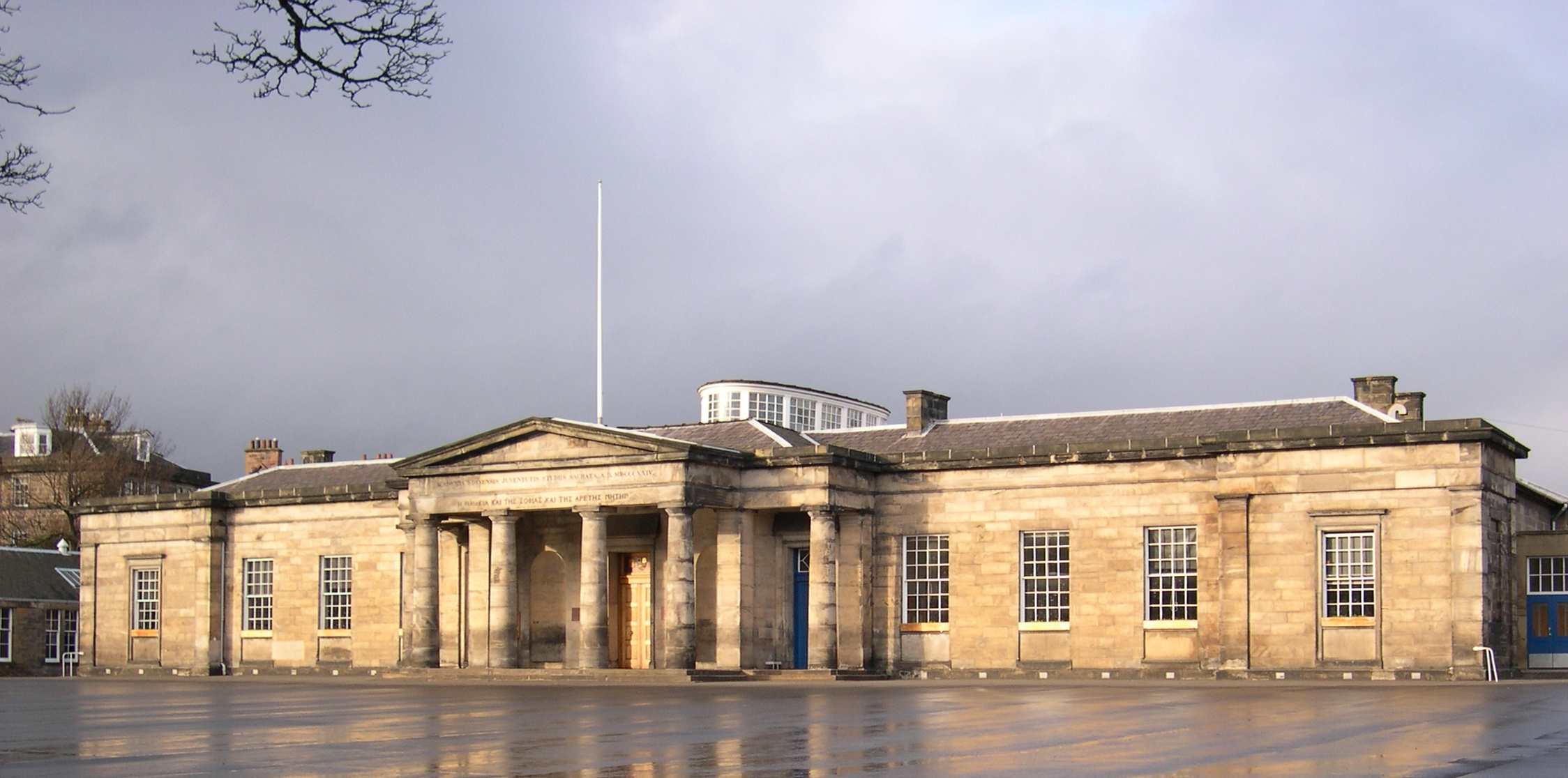
Acadèmia d'Edimburg, on va ser educat Maxwell

El Maxwell de deu anys, després d'haver estat criat aïllat de la finca de camp del seu pare, no va encaixar molt bé a l'escola. El primer curs estava complet, i es va veure obligat a incorporar-se al segon curs amb companys un any més grans que ell. Els seus gestos i l'accent de Galloway va sorprendre els altres nois perquè era rústic, això i el fet d'haver arribat el seu primer dia d'escola amb un parell de sabates fetes a casa i una túnica, li va valer el cruel sobrenom de «Dafty» («sonat» o «badoc»). Maxwell, però, mai no sembla estar ressentit pel malnom i el va assumir sense queixar-se durant molts anys. L'aïllament social a l'Acadèmia va acabar quan va conèixer Lewis Campbell i Peter Guthrie Tait, dos nois de la mateixa edat que serien notables estudiosos en el futur. Van continuar sent amics tota la vida.
Maxwell fou captivat per la geometria a una edat precoç i va redescobrir els políedres regulars abans de qualsevol ensenyament formal. Molt del seu talent, però, va passar desapercebut i el seu treball acadèmic romangué sense notorietat fins que el 1845, a l'edat de tretze anys, va guanyar la medalla de matemàtiques de l'escola i els primers premis a les categories de llengua i versos en anglès. Com a primera creació de treball innovador, a l'edat de catorze, Maxwell escrigué un assaig en el qual descrivia tècniques mecàniques per a dibuixar corbes matemàtiques amb un tros de cordill i les propietats d'el·lipses i corbes amb més de dos focus. Aquest treball, Corbes ovals, fou publicat per la Royal Society d'Edimburg. Malgrat que demostra la seva curiositat de ben jove, aquest treball matemàticament en si mateix no era gaire profund. A diferència d'altres ments excepcionals, com ara Gauß, Pascal o Mozart, Maxwell no va ser un nen prodigi. El seu talent més aviat maduraria lentament. El pare el va encoratjar perquè perseguís els seus interessos científics i matemàtics. Maxwell entrà a la universitat a l'edat de setze anys i amb el temps s'hi va graduar amb honors en matemàtiques.

### Joventut

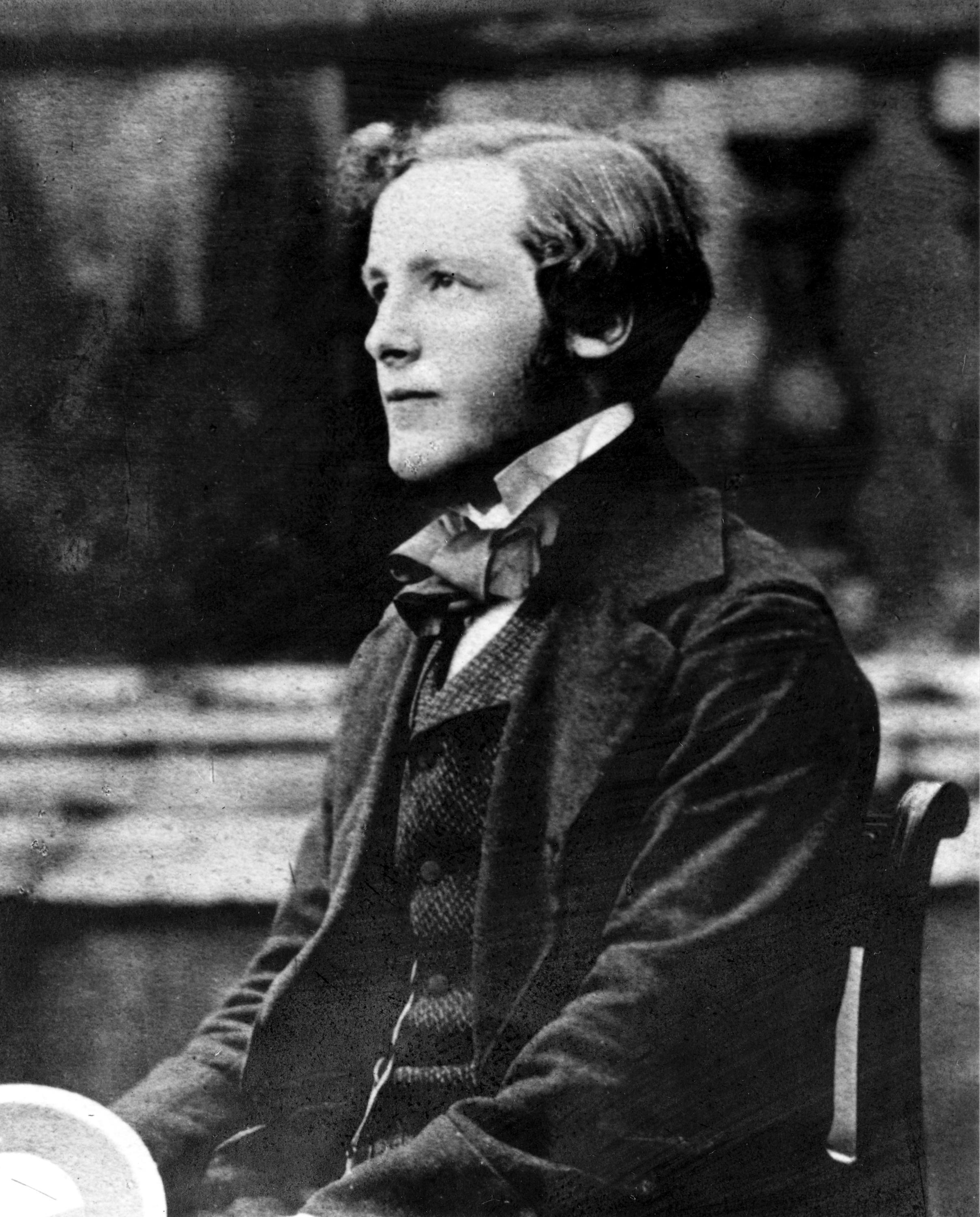
El jove Maxwell a la universitat.

Maxwell abandonà l'Acadèmia i començà a assistir a les classes de la Universitat d'Edimburg. Va tenir l'oportunitat d'ingressar a Cambridge després del primer trimestre, però en comptes d'això Maxwell va decidir completar els tres trimestres a Edimburg. La raó principal fou que Cambridge era massa lluny de casa i només hauria pogut veure el seu pare dos cops l'any. Una altra raó fou que Maxwell es preocupava sobre el seu futur, aspirava a una carrera de científic, i aleshores els llocs de treball científics eren escassos i hauria estat molt més difícil obtenir-ne un com a ensenyant a una universitat tan prestigiosa com Cambridge. En conseqüència, Maxwell va completar els estudis a Edimburg en filosofia natural, filosofia moral i filosofia de la ment amb William Hamilton. L'any del seu divuitè aniversari contribuí amb dos articles en el Transactions of the Royal Society of Edinburgh —un dels quals, Sobre l'equilibri dels sòlids elàstics, va establir els fonaments per a una important descoberta que faria ulteriorment: la doble refracció temporal produïda en els líquids viscosos per la tensió de cisalla.
El 1850, Maxwell se'n va anar cap a la Universitat de Cambridge, inicialment a Peterhouse, però finalment el va abandonar per el Trinity College, on segons creia era més fàcil aconseguir una beca. A Trinity, fou elegit per la societat secreta coneguda com els Apòstols de Cambridge. El novembre de 1851, Maxwell va estudiar amb el tutor William Hopkins (conegut com el «productor de wranglers», estudiants que acaben el tercer any de carrera amb les millors qualificacions). Durant el temps en què Maxwell estudiava la carrera universitària a Trinity, es va completar una part considerable de la interpretació de les seves equacions d'electromagnetisme.
El 1854, Maxwell es graduà amb un títol com a second wrangler en matemàtiques a Trinity (és a dir, obtenint la segona puntuació més alta a l'examen final de matemàtiques; la millor puntuació, i el títol de senior wrangler, van ser per Edward John Routh) i fou declarat igual al senior wrangler del seu any en la prova, bastant més exigent, de l'examen per al premi Smith (això és, al mateix nivell que el primer de la seva promoció). Immediatament després de prendre el seu títol de graduat, va llegir davant de la Societat Filosòfica de Cambridge una memòria original, Sobre la transformació de superfícies per flexió. Aquest és un dels pocs documents purament matemàtics que va publicar i immediatament va mostrar als experts tota la genialitat de l'autor. Per la mateixa època, aparegué la seva elaborada memòria, Sobre les línies de força de Faraday, en la qual donava el primer indici d'algunes de les investigacions sobre electricitat que culminaren en el treball més formidable de la seva vida.
Del 1855 al 1872, va publicar a intèrvals una sèrie d'investigacions relacionades amb Percepció del color i Daltonisme, per la primera de les quals va rebre la medalla Rumford de la Royal Society el 1860. Els instruments que dissenyà per a aquestes investigacions eren senzills i còmodes d'utilitzar. Per exemple, va emprar els anomenats discos de Maxwell per a comparar una barreja variable dels tres colors primaris amb un color de mostra, i va observar el color únic que apareixia quan es giren ràpidament. El 1856, Maxwell fou nomenat per a la càtedra de Filosofia Natural al Marischal College a Aberdeen, que va mantenir fins a la fusió de les dues universitats d'Aberdeen el 1860.
El 1859, va guanyar el premi Adams a Cambridge per un assaig innovador, Sobre l'estabilitat dels anells de Saturn, en el qual conclogué que els anells no podien ser completament sòlids o fluids. Maxwell va demostrar que l'estabilitat podria presentar-s'hi únicament si els anells consistiren en nombroses petites partícules sòlides, que ell anomenava «rocall». També va refutar matemàticament la hipòtesi nebular que afirmava que el sistema solar s'havia format per la condensació progressiva d'una nebulosa difusa. Va obligar la teoria a donar explicacions sobre les porcions addicionals de petites partícules sòlides.
El 1860, va ser professor al King's College de Londres. El 1861, Maxwell fou escollit per a la Royal Society. Durant aquest temps, va fer recerca sobre l'elasticitat dels sòlids i la geometria pura.

#### Teoria cinètica i teoria de control
La recerca sobre la teoria cinètica dels gasos va ésser una de les més grandioses de Maxwell. Iniciada amb Daniel Bernoulli, aquesta teoria avançava amb les aportacions successives de John Herapath, John James Waterston, James Joule i particularment Rudolf Clausius. Se'n va pretendre l'exactitud fora de qualsevol dubte. Aquesta teoria va rebre un enorme desenvolupament per part de Maxwell, que va aparèixer en aquest camp tant com a experimentador (sobre les lleis de la fricció gasosa) com a matemàtic.
El 1865, Maxwell se'n va a viure a la residència del seu pare a Glenlair al comtat de Kirkcudbrightshire a Escòcia. El 1868, renuncià a la Càtedra de Física i Astronomia al King's College, Londres.
El 1866, va formular estadísticament, independentment de Ludwig Boltzmann, la teoria cinètica dels gasos Maxwell-Boltzmann. La fórmula, anomenada distribució de Maxwell, dona la fracció de molècules de gas que es mouen a una velocitat específica a una temperatura donada. En la teoria cinètica, les temperatures i la calor només impliquen moviment. Aquest enfocament va generalitzar la llei de la termodinàmica prèviament establerta i va explicar les observacions i els experiments existents millor de com s'havia fet anteriorment. Els estudis de Maxwell sobre termodinàmica el portaren a idear l'experiment mental que es coneix amb el nom de paradoxa o dimoni de Maxwell.
Maxwell publicà un famós article, «On governors» (‘Sobre reguladors') a la revista Proceedings of the Royal Society of London. Aquest article ha esdevingut un document clàssic dels primers temps de la teoria de control.

#### Electromagnetisme

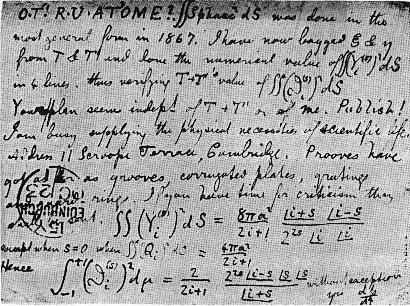
Una postal de Maxwell a Peter Tait.

Maxwell, sobretot es va consagrar a l'estudi de l'electricitat. La seva contribució més important va ser l'ampliació i la formulació matemàtica de treballs previs sobre electricitat i magnetisme de Michael Faraday, André-Marie Ampère i altres en un conjunt interrelacionat d'equacions diferencials. Originalment, eren vint equacions amb vint variables, posteriorment reformulades en un quaternió i notacions basades en vectors. Aquestes equacions, conegudes ara col·lectivament com equacions de Maxwell, foren presentades per primera vegada a la Royal Society el 1865 i juntes descriuen el comportament dels camps elèctric i magnètic, així com les interaccions amb la matèria.
Maxwell va mostrar que les equacions prediuen l'existència d'ones de camps elèctrics i magnètics oscil·latoris que viatgen pel buit a una velocitat que es podria conèixer mitjançant experiments senzills; fent servir les dades disponibles aleshores, Maxwell va obtenir una velocitat de 310.740.000 m/s. En «A Dynamical Theory of the Electromagnetic Field» (‘Una teoria dinàmica del camp electromagnètic’), un assaig de 1864, Maxwell escriu:
La concordança dels resultats sembla revelar que la llum i el magnetisme són afeccions de la mateixa substància i que la llum és una pertorbació electromagnètica propagada a través del camp d'acord amb les lleis electromagnètiques.
Es va demostrar que la teoria de Maxwell era correcta i que la connexió quantitativa entre llum i electromagnetisme que va hipotetitzar és un dels grans triomfs de la física del segle xix.
Per aquell temps, Maxwell creia que la propagació de la llum requeria un medi per a les ones, anomenat èter lumínic. Gradualment, l'existència de tal medi, aparentment indetectable pels instruments mecànics malgrat que impregnava tot l'espai, era cada vegada més difícil de conciliar amb experiments com el de Michelson-Morley. Encara més, requeria un sistema de referència absolut en el qual les equacions eren vàlides, amb el resultat desagradable que aquestes canviaven de forma per a un observador en moviment. Aquests esculls motivaren Albert Einstein a enunciar la teoria de la relativitat especial i en el procés Einstein prescindí de la necessitat d'un èter lumínic.

### Maduresa, mort i anys posteriors

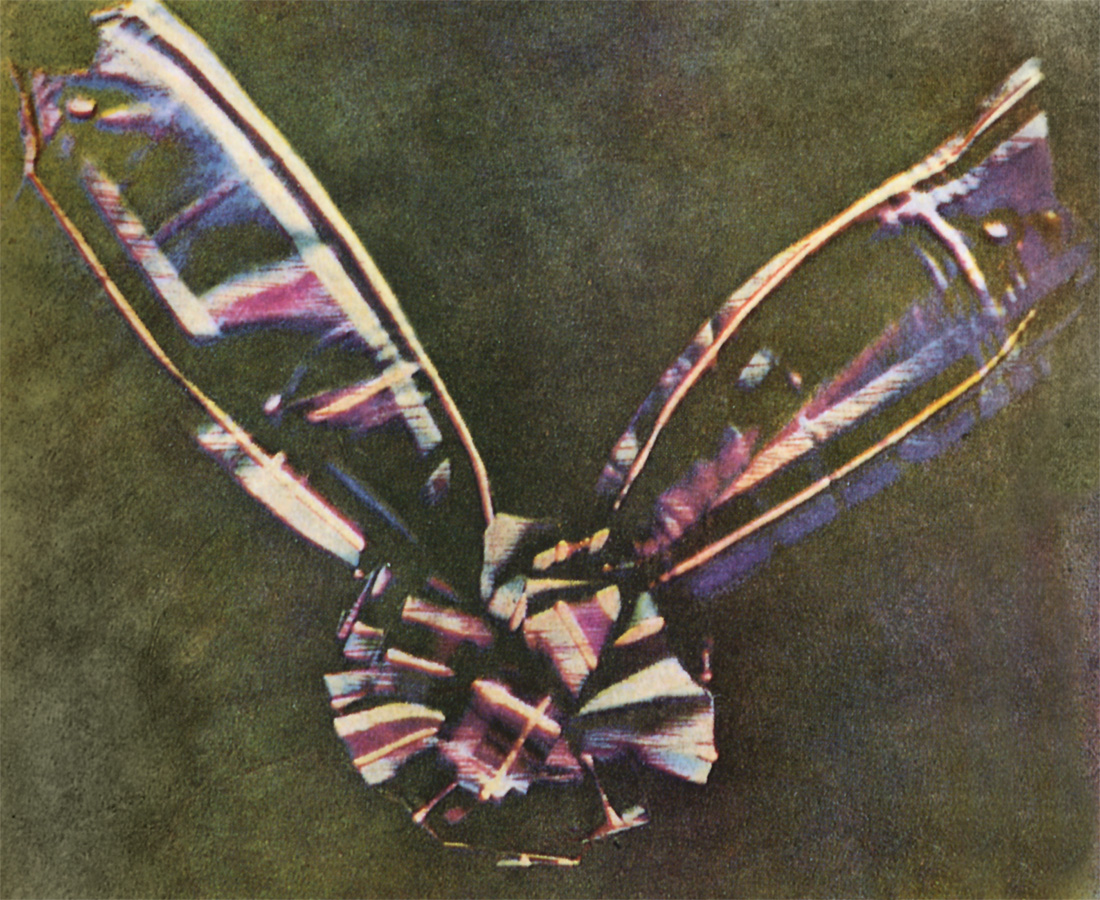
La primera fotografia en color permanent, presa per James Clerk Maxwell el 1861.

Maxwell també va fer contribucions a l'àrea de l'òptica i la visió en color, amb el descobriment que les fotografies en color podien fer-se fent servir filtres vermells, verds i blaus. Va fer que el fotògraf Thomas Sutton fotografiara una cinta de tartà tres voltes, cada volta amb un filtre de color diferent sobre la lent. Les tres imatges van ser revelades i tot seguit projectades en una pantalla amb tres projectors diferents, cada un proveït del mateix filtre de color usat per a captar la imatge. Quan s'enfocaven, les tres imatges formaven una imatge en color. Les tres plaques fotogràfiques es troben en un petit museu al número 14 d'India Street a Edimburg, la casa on va néixer Maxwell.
Maxwell guanyà la Medalla Rumford concedida per la Royal Society de Londres pels seus treballs sobre daltonisme. Va escriure un admirable llibre de text de la Theory of Heat (‘Teoria de la calor’) de 1871 i un tractat elemental excel·lent sobre Matter and Motion (‘Matèria i moviment’) el 1876. Maxwell fou, a més, el primer a fer un ús explícit de l'anàlisi dimensional, també el 1871.

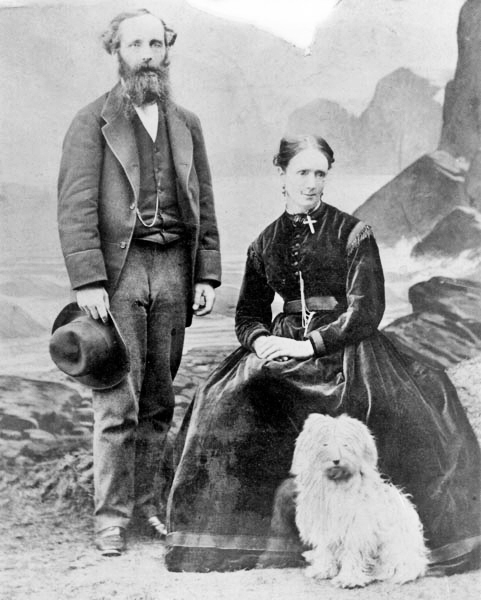
James i Katherine Maxwell, 1869.

El 1871 fou el primer professor de Física de la càtedra Cavendish a Cambridge. Maxwell va ser l'encarregat del desenvolupament del Laboratori Cavendish. Supervisà cada pas del progrés de fabricació i compra d'una col·lecció molt valuosa d'aparells finançada pel generós fundador, William Cavendish, el 7è Duc de Devonshire, rector de la universitat i un dels seus alumnes més distingits. Una de les darreres contribucions importants de Maxwell a la ciència va ser l'edició (amb abundants notes originals) de la recerca sobre electricitat de Henry Cavendish, en la qual es fa palès que Cavendish va indagar sobre qüestions com la densitat mitjana de la Terra i la composició de l'aigua, entre altres coses.
Maxwell es casà amb Katherine Mary Dewar als vint-i-set anys. Dewar el va ajudar en les seves investigacions, però va quedar a l'ombra del seu marit i no hi ha documents escrits de les seves aportacions. No varen tenir fills. Va morir a Cambridge de càncer abdominal a l'edat de 48 anys. Fou un cristià devot durant tota la seva vida. Maxwell és sebollit a l'església de Parton, prop del Castell Douglas a Galloway a Escòcia.
El 1882 fou publicada l'extensa biografia The Life of James Clerk Maxwell escrita pel professor Lewis Campbell, un antic company d'escola i amic de tota la vida, i el 1890 la Cambridge University Press va publicar en dos volums la recopilació dels seus treballs, inclosa la sèrie d'articles sobre les propietats de la matèria, com ara Àtom, Atracció, Acció capil·lar, Difusió, Èter, etc.

### Personalitat
Des de jove, la religió va impregnar tots els aspectes de la vida de Maxwell. Tant son pare com sa mare eren feligresos devots (presbiterians i episcopalians) i varen infondre una fe profunda en llur fill. Tota la informació disponible suggereix que Maxwell no va renegar mai, ni en la seva adolescència ni en els anys posteriors, dels principis fonamentals de la fe cristiana. Ivan Tolstoy, autor d'una de les biografies de Maxwell, remarcà la freqüència amb la qual els científics que escriuen succintes biografies de Maxwell ometen l'assumpte de la religió. És impossible, però, comprendre l'home que era James Clerk Maxwell sense considerar la seva fe.
Com a gran amant de la poesia del seu país, Maxwell va memoritzar poemes i en va escriure els seus propis. El més conegut és El cos rígid canta, clarament basat en Travessant el sègol de Robert Burns, que pel que sembla solia cantar acompanyant-se amb una guitarra. Comença amb els versos imperibles:
Si un cos troba un altre cos,
tot volant per l'aire.
Si un cos toca un altre cos,
Volarà? I a on?
El seu amic Lewis Campbell va publicar una col·lecció dels seus poemes el 1882.

## Publicacions
- «On the Description of Oval Curves and those having a plurality of Foci». A: The Scientific Papers of James Clerk Maxwell (en anglès). edic. 2011.  Cambridge University Press, 1846, p. 1–. ISBN 978-1-108-01225-6 [Consulta: 6 març 2012].
- «Illustrations of the Dynamical Theory of Gases». A: The Scientific Papers of James Clerk Maxwell (en anglès). edic. 2011.  Cambridge University Press, 1860, p.377. ISBN 978-1-108-01225-6 [Consulta: 6 març 2012].
- «On Physical Lines of Force». A: The Scientific Papers of James Clerk Maxwell (en anglès). edic. 2011.  Cambridge University Press, 1861, p.451. ISBN 978-1-108-01225-6 [Consulta: 6 març 2012].
- «A dynamical theory of the electromagnetic field», 1865.
- «I. On governors» (en anglès). Proceedings of the Royal Society of London, 16, 31-12-1868, pàg. 270–283. DOI: 10.1098/rspl.1867.0055. ISSN: 0370-1662.
- Theory of Heat (pdf) (en anglès). 3a edició 1872.  Londres: Longmans, Green and Co, 1871, p. 313.
- «On the Focal Lines of a Refracted Pencil». Proceedings of the London Mathematical Society, s1-4(1), 1871, pàg. 337–343.
- *  A Treatise on Electricity and Magnetism (en anglès).  Cambridge University Press, 24 de Juny de 2010. ISBN 978-1-108-01404-5 [Consulta: 6 març 2012]. (Vol. 1) i ISBN 0-486-60637-6 (Vol. 2)
- «Molecules». Nature, pàg. 437-441.
- «On Hamilton's characteristic function for a narrow beam of light». Proceedings of the London Mathematical Society, s1-6(1), 1874, pàg. 182–190.
- Matter and Motion (en anglès).  Londres: Society for Promoting Christian Knowledge, 1876, p. 128.
- On the Results of Bernoulli's Theory of Gases as Applied to their Internal Friction, their Diffusion, and their Conductivity for Heat.
- «Ether». A: Encyclopaedia Britannica. 9a edició, 1875–89.
- An Elementary Treatise on Electricity.  Oxford: Clarendon Press, 1881, 1888.

## Enllaços i recursos
- Liao, Sen-Ben; Dourmashkin, Peter; Belcher, John. «Maxwell-equations: Notes». A: MIT. Introduction to Electricity and Magnetism (pdf) (en anglès), 2004 [Consulta: 4 març 2012].
- «The Maxwell at Glenlair Trust» (en anglès).   Glenlair Today.
- Weisstein, Eric W. «Biografia de James Maxwell» (en anglès).   Wolfram Research. [Consulta: 17 març 2024].
- Hutchinson, Ian. «James Clerk Maxwell and the Christian Proposition» (en anglès), 2006. [Consulta: 17 març 2024].
- «James Clerk Maxwell Foundation» (en anglès).. Inclou una visita virtual al museu